# Kanklės
Kanklės – litewski ludowy instrument muzyczny, rodzaj psalterium, które w innych regionach nadbałtyckich występuje m.in. pod nazwami gusli (Rosja), kantele (Finlandia), kannel (Estonia) i kokle (Łotwa).
Korpus instrumentu może być wyżłobiony z jednego kawałka drewna, lub sklejony z kilku desek, i ma formę trapezoidu. Świerkowa płyta rezonansowa ma jeden lub kilka okrągłych otworów rezonansowych, które często zdobione są rozetami. Kilka strun (zazwyczaj od 5 do 10, czasami 20) zarywane jest i tłumione podczas gry palcami obu rąk. Instrument występuje w różnych rozmiarach. Struny dawnych dużych kanklės były jelitowe, współczesne, mniejsze gabarytowo instrumenty mają struny metalowe.
Kanklės wykorzystywane są w muzyce artystycznej podczas ceremonii dworskich oraz w muzyce ludowej, m.in. jako akompaniament do pieśni sutartinės. W XX wieku zostały nieco zmodyfikowane i dostosowane do zastosowań orkiestrowych. Gry na nich naucza się w Litewskiej Akademii Muzyki i Teatru.